# 瓦加爾塔山脈

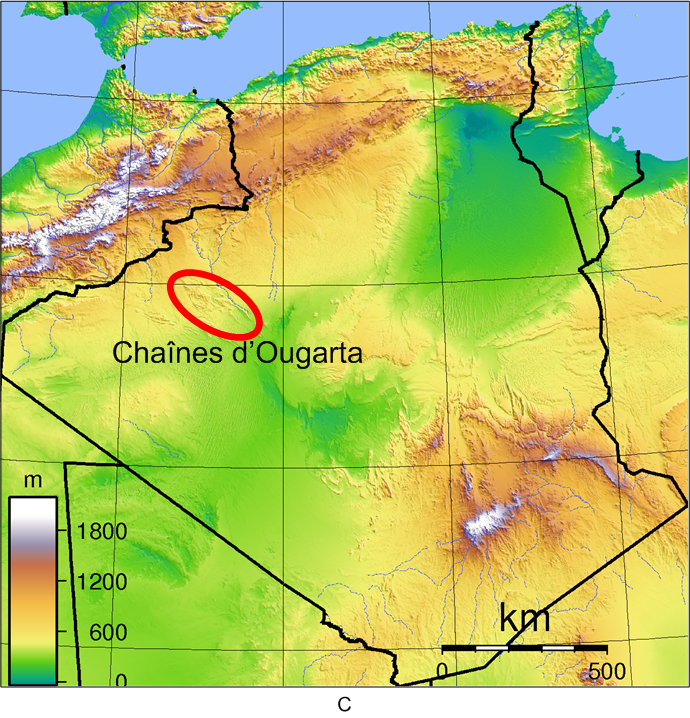

29°36′N 2°21′W / 29.600°N 2.350°W
瓦加爾塔山脈（阿拉伯语：‎），是阿爾及利亞的山脈，位於該國西南部，由貝沙爾省負責管轄，長250公里、寬50公里，最高點海拔高度890米，山體由砂岩和片岩組成。